# Desideria himalayensis
Desideria himalayensis là một loài thực vật có hoa trong họ Cải. Loài này được (Cambess.) Al-Shehbaz mô tả khoa học đầu tiên năm 2000 publ. 2001.